# Poospizopsis
A Poospizopsis a madarak osztályának verébalakúak (Passeriformes) rendjébe és a tangarafélék (Thraupidae) családjába tartozó nem. A nem besorolása vitatott, egyes szervezettek a Poospiza nembe sorolják ezeket a fajokat is.

## Rendszerezésük
A nemet Philip Lutley Sclater és Osbert Salvin írták le 1869-ben, az alábbi fajok tartoznak ide:
- Poospizopsis hypocondria[1] vagy Poospiza hypochondria[2]
- Poospizopsis caesar[1] vagy Poospiza caesar[2]

## Előfordulásuk
Dél-Amerikában, az Andok hegységben honosak. Természetes élőhelyeik a szubtrópusi és trópusi magaslati cserjések.

## Megjelenésük
Testhosszuk 17-19 centiméter körüli.